# Filipinoszczur
Filipinoszczur (Bullimus) – rodzaj ssaków z podrodziny myszy (Murinae) w obrębie rodziny myszowatych (Muridae).

## Rozmieszczenie geograficzne
Rodzaj obejmuje gatunki występujące endemicznie w Filipinach.

## Morfologia
Długość ciała (bez ogona) 228–272 mm, długość ogona 142–233 mm, długość ucha 23–36 mm, długość tylnej stopy 47–61 mm; masa ciała 290–600 g.

## Systematyka
Rodzaj zdefiniował w 1905 roku amerykański ornitolog Edgar Alexander Mearns w artykule zatytułowanym Opisy nowych rodzajów i gatunków ssaków z filipińskich wysp, opublikowanym w czasopiśmie „Proceedings of the United States National Museum”. Gatunkiem typowym jest (oryginalne oznaczenie) filipinoszczur mindanajski (B. bagobus).

### Etymologia
Bullimus: łac. bulla ‘bąbel, guz’; mus, muris ‘mysz’, od gr. μυς mus, μυος muos ‘mysz’.

### Podział systematyczny
Do rodzaju należą następujące gatunki:
| Grafika | Gatunek            | Autor i rok opisu                                    | Nazwa zwyczajowa           | Podgatunki         | Rozmieszczenie geograficzne                                                                                   | Podstawowe wymiary                          | Status IUCN |
| ------- | ------------------ | ---------------------------------------------------- | -------------------------- | ------------------ | --- | ------------------------------------------- | ----------- |
|         | Bullimus luzonicus | (O. Thomas, 1895)                                    | filipinoszczur luzoński    | gatunek monotypowy | Luzon; zakres wysokości: 1000–1450 m n.p.m.                                                                   | DC: 23–27 cm DO: 19–23 cm MC: 351–520 g     | LC          |
|         | Bullimus bagobus   | Mearns, 1905                                         | filipinoszczur mindanajski | gatunek monotypowy | Samar, Maripipi, Leyte, Bohol, Dinagat, Siargao, Bucas Grande i Mindanao; zakres wysokości: 200–1800 m n.p.m. | DC: 23–27 cm DO: 17,5–19,6 cm MC: 340–600 g | LC          |
|         | Bullimus gamay     | Rickart, Heaney & Tabaranza, 2002                    | filipinoszczur stokowy     | gatunek monotypowy | Camiguin; zakres wysokości: 900–1475 m n.p.m.                                                                 | DC: 22–24 cm DO: 14,2–19,9 cm MC: 290–500 g | VU          |
|         | Bullimus carletoni | Heaney, Kyriazis, Balete, Rickart & J.M. Bates, 2021 |                            | gatunek monotypowy | południowy Luzon (wschodnia część półwyspu Caramoan)                                                          | DC: 23–26 cm DO: 18,7–22 cm MC: 350–445 g   | NE          |

Kategorie IUCN:  LC  – gatunek najmniejszej troski,  VU  – gatunek narażony;  NE  – gatunki niepoddane jeszcze ocenie.